# جو إليوت
جو إليوت (بالإنجليزية: Joe Elliott)‏ هو موسيقي ومغن مؤلف ومغني وملحن بريطاني، ولد في 1 أغسطس 1959 في شفيلد في المملكة المتحدة. اشتهر لكونه المغني القائد لفرقة الروك الإنجليزية ديف ليبارد وأحد مؤسسيها، وهو المغني القائد لفرقة ثناء ديفيد بوي سايبرناوتس وفرقة تقليد موت ذا هوبل داون 'ن' آوتز. جو أحد اثنين من أعضاء ديف ليبارد الأصليين وأحد 3 أعضاء عملوا على جميع ألبومات ديف ليبارد، وهو معروف بصوت غنائه المميز والخشن واسع المدى.

## وصلات خارجية
- جو إليوت على موقع IMDb (الإنجليزية)
- جو إليوت على موقع ميوزك برينز (الإنجليزية)
- جو إليوت على موقع إن إن دي بي (الإنجليزية)
- جو إليوت على موقع أول ميوزيك (الإنجليزية)
- جو إليوت على موقع ديسكوغز (الإنجليزية)
- جو إليوت على موقع قاعدة بيانات الفيلم (الإنجليزية)